# Jacomina van den Berg
Jacomina van den Berg (La Haya, Países Bajos, 28 de diciembre de 1909-ibídem, 14 de noviembre de 1996) fue una gimnasta artística neerlandesa, campeona olímpica en Ámsterdam 1928 en el concurso por equipos.

## Carrera deportiva
En las Olimpiadas celebradas en Ámsterdam en 1928 gana medalla de oro en el concurso por equipos, por delante de las italianas y las británicas, siendo sus compañeras de equipo las gimnastas: Estella Agsteribbe, Alida van den Bos, Petronella Burgerhof, Elka de Levie, Helena Nordheim, Ans Polak, Petronella van Randwijk, Hendrika van Rumt, Jud Simons, Jacoba Stelma y Anna van der Vegt.